# آبادسلیمان
آبادسلیمان روستایی در دهستان براآن شمالی بخش مرکزی شهرستان اصفهان استان اصفهان ایران است.

## جمعیت
بر پایه سرشماری عمومی نفوس و مسکن در سال ۱۳۹۵ جمعیت این روستا ۶۴ نفر (۱۳خانوار) بوده است.